# 伊拉斯谟站
伊拉斯谟站（法語：Érasme）是布鲁塞尔地铁5号线的西端终点站，位于比利时布鲁塞尔首都大区安德莱赫特。

## 名称
该站得名于附近的伊拉斯谟医院，其以尼德兰人文主义者、哲学家、神学家、教育家伊拉斯谟命名。